# Amblyseius solus
Amblyseius solus är en spindeldjursart som beskrevs av Denmark och Matthysse 1981. Amblyseius solus ingår i släktet Amblyseius och familjen Phytoseiidae. Inga underarter finns listade i Catalogue of Life.